# The Handmaid's Tale (televisieserie)
The Handmaid's Tale is een Amerikaanse dramaserie. De reeks, die gebaseerd werd op de gelijknamige roman van schrijfster Margaret Atwood, werd ontwikkeld door Bruce Miller. Op 26 april 2017 ging het eerste seizoen in première op de streamingdienst Hulu, in april 2018 begon het tweede seizoen en het derde seizoen was vanaf 5 juni 2019 te zien. Het vierde seizoen werd door de Coronapandemie meerdere malen uitgesteld en begon uiteindelijk op 27 april 2021, gevolgd door het vijfde seizoen op 14 september 2022. Vlak voor de release van seizoen vijf is bevestigd, dat er een zesde en laatste seizoen zal volgen. De hoofdrol wordt vertolkt door Elisabeth Moss.
The Handmaid's Tale was de eerste serie van een streamingdienst die bekroond werd met de Emmy Award voor beste dramaserie. Daarnaast was het ook de eerste serie van een streamingdienst die een Golden Globe voor beste dramaserie won.

## Verhaal
De serie speelt zich af in een dystopische nabije toekomst. Het geboortecijfer is door seksueel overdraagbare aandoeningen en milieuverontreiniging drastisch gedaald. Na een burgeroorlog grijpt een totalitair regime van christelijke fundamentalisten, genaamd Gilead, de macht in de Verenigde Staten.  Het land wordt omgevormd tot een streng religieuze samenleving waarin het woord van God als leidraad gebruikt wordt voor elk aspect van het leven.
Het land wordt geleid door een mannelijke elite. De vruchtbare vrouwen worden gedwongen "Handmaids" (Nederlands: dienstmaagd) te worden. Deze Handmaids, die steevast een rood gewaad dragen, worden elk aan een mannelijke bevelhebber en diens onderdanige echtgenote toegewezen. Hun voornaamste taak is het baren van kinderen, gebaseerd op het bijbelse verhaal van Rachel en haar dienstmaagd Bilha. Om die reden worden ze regelmatig ritueel verkracht door hun meester. Bij een geboorte wordt het kind meteen afgestaan aan de meester en diens echtgenote. 
Om ervoor te zorgen dat de Handmaids niet opstandig zijn en hun taak zo goed mogelijk volbrengen en leven volgens het woord van God, worden ze streng opgeleid en gecontroleerd door de "Aunts", tantes. Gedrag dat als afwijkend, opstandig of heiligschennis wordt beschouwd, zoals homoseksualiteit, wordt gewelddadig bestraft. Om ervoor te zorgen dat niemand vlucht worden de straten bezet door paramilitaire eenheden. Er is ook een geheime politie, de zogenaamde "Eyes", die elke vorm van rebellie in de samenleving proberen te detecteren en uit te schakelen.
June Osborne probeert met haar man Luke en hun kind te ontsnappen aan de totalitaire samenleving, maar ze wordt gearresteerd. Ze wordt gedwongen een opleiding tot Handmaid te volgen en wordt nadien bij het gezin van de machtige Commander Fred Waterford en diens echtgenote Serena Joy geplaatst. Derhalve krijgt ze de nieuwe naam Offred ("van Fred"). Ze denkt vaak terug aan de jaren voor Gilead, toen ze nog een eigen naam en identiteit had, getrouwd was en een kind had. Ze probeert zich zo goed mogelijk aan de strenge regels te houden in de hoop dat ze ooit weer als een vrij persoon kan leven en haar dochter kan terugzien.

## Rolverdeling

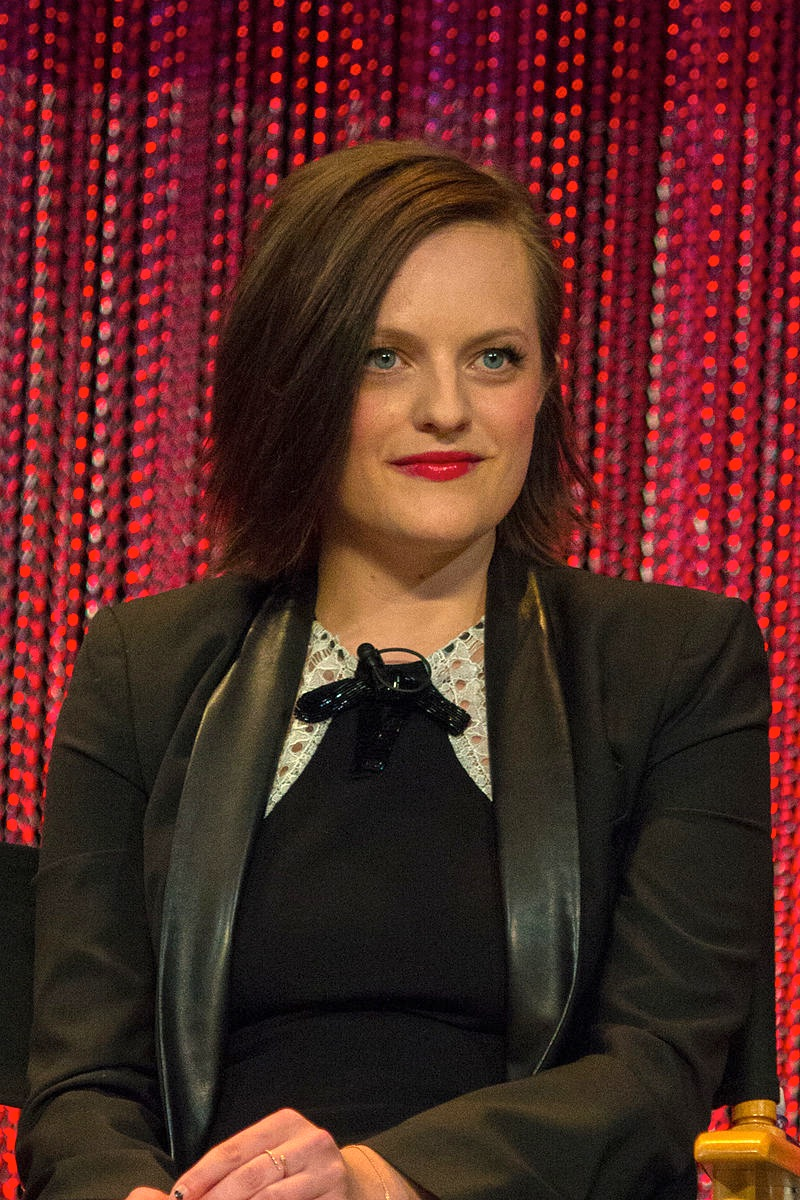
Hoofdrolspeelster Elisabeth Moss in 2014

| Acteur            | Personage                 |
| ----------------- | ------------------------- |
| Elisabeth Moss    | June Osborne / Offred     |
| Yvonne Strahovski | Serena Joy Waterford      |
| Joseph Fiennes    | Commander Fred Waterford  |
| Max Minghella     | Nick Blaine               |
| Amanda Brugel     | Rita                      |
| Madeline Brewer   | Janine                    |
| O-T Fagbenle      | Luke Bankole              |
| Ann Dowd          | Aunt Lydia                |
| Bradley Whitford  | Commander Joseph Lawrence |
| Sam Jaeger        | Mark Tuello               |
| Mckenna Grace     | Mrs. Keyes                |
| Samira Wiley      | Moira                     |
| Alexis Bledel     | Emily / Ofglen            |
| Nina Kiri         | Alma                      |

## Afleveringen
| Seizoen | Seizoen | Afleveringen | Première Hulu     | Première Hulu      |
| Seizoen | Seizoen | Afleveringen | Eerste aflevering | Laatste aflevering |
| ------- | ------- | ------------ | ----------------- | ------------------ |
|         | 1       | 10           | 26 april 2017     | 14 juni 2017       |
|         | 2       | 13           | 25 april 2018     | 11 juli 2018       |
|         | 3       | 13           | 5 juni 2019       | 14 augustus 2019   |
|         | 4       | 10           | 27 april 2021     | 16 juni 2021       |
|         | 5       | 10           | 14 september 2022 | 9 november 2022    |
|         | 6       | 10           | 8 april 2025      | 27 mei 2025        |

### Seizoen 1
| Nr. | Afl. | Titel aflevering                    | Regisseur         | Geschreven door      | Première Hulu |
| --- | ---- | ----------------------------------- | ----------------- | -------------------- | ------------- |
| 1   | 1    | "Offred"                            | Reed Morano       | Bruce Miller         | 26 april 2017 |
| 2   | 2    | "Birth Day"                         | Reed Morano       | Bruce Miller         | 26 april 2017 |
| 3   | 3    | "Late"                              | Reed Morano       | Bruce Miller         | 26 april 2017 |
| 4   | 4    | "Nolite Te Bastardes Carborundorum" | Mike Barker       | Leila Gerstein       | 3 mei 2017    |
| 5   | 5    | "Faithful"                          | Mike Barker       | Dorothy Fortenberry  | 10 mei 2017   |
| 6   | 6    | "A Woman's Place"                   | Floria Sigismondi | Wendy Straker Hauser | 17 mei 2017   |
| 7   | 7    | "The Other Side"                    | Floria Sigismondi | Lynn Renee Maxcy     | 24 mei 2017   |
| 8   | 8    | "Jezebels"                          | Kate Dennis       | Kira Snyder          | 31 mei 2017   |
| 9   | 9    | "The Bridge"                        | Kate Dennis       | Eric Tuchman         | 7 juni 2017   |
| 10  | 10   | "Night"                             | Kari Skogland     | Bruce Miller         | 14 juni 2017  |

### Seizoen 2
| Nr. | Afl. | Titel aflevering    | Regisseur      | Geschreven door            | Première Hulu |
| --- | ---- | ------------------- | -------------- | -------------------------- | ------------- |
| 11  | 1    | "June"              | Mike Barker    | Bruce Miller               | 25 april 2018 |
| 12  | 2    | "Unwomen"           | Mike Barker    | Bruce Miller               | 25 april 2018 |
| 13  | 3    | "Bagage"            | Kari Skogland  | Dorothy Fortenberry        | 2 mei 2018    |
| 14  | 4    | "Other Women"       | Kari Skogland  | Yahlin Chang               | 9 mei 2018    |
| 15  | 5    | "Seeds"             | Mike Barker    | Kira Snyder                | 16 mei 2018   |
| 16  | 6    | "First Blood"       | Mike Barker    | Eric Tuchman               | 23 mei 2018   |
| 17  | 7    | "After"             | Kari Skogland  | Lynn Renee Maxcy           | 30 mei 2018   |
| 18  | 8    | "Women's Work"      | Kari Skogland  | Nina Fiore & John Herrera  | 6 juni 2018   |
| 19  | 9    | "Smart Power"       | Jeremy Podeswa | Dorothy Fortenberry        | 13 juni 2018  |
| 20  | 10   | "The Last Ceremony" | Jeremy Podeswa | Yahlin Chang               | 20 juni 2018  |
| 21  | 11   | "Holly"             | Daina Reed     | Bruce Miller & Kira Snyder | 27 juni 2018  |
| 22  | 12   | "Postpartum"        | Daina Reid     | Eric Tuchman               | 4 juli 2018   |
| 23  | 13   | "The Word"          | Mike Barker    | Bruce Miller               | 11 juli 2018  |

### Seizoen 3
| Nr. | Afl. | Titel aflevering      | Regisseur           | Geschreven door                 | Première Hulu    |
| --- | ---- | --------------------- | ------------------- | ------------------------------- | ---------------- |
| 24  | 1    | "Night"               | Mike Barker         | Bruce Miller                    | 5 juni 2019      |
| 25  | 2    | "Mary and Martha"     | Mike Barker         | Kira Snyder                     | 5 juni 2019      |
| 26  | 3    | "Watch out"           | Amma Asante         | Yahlin Chang                    | 5 juni 2019      |
| 27  | 4    | "God Bless the Child" | Amma Asante         | Eric Tuchman                    | 12 juni 2019     |
| 28  | 5    | "Unknown Caller"      | Colin Watkinson     | Marissa Jo Cerar                | 19 juni 2019     |
| 29  | 6    | "Household"           | Colin Watkinson     | Marissa Jo Cerar                | 26 juni 2019     |
| 30  | 7    | "Under His Eye"       | Mike Barker         | Nina Fiore & John Herrera       | 3 juli 2019      |
| 31  | 8    | "Unfit"               | Mike Barker         | Kira Snyder                     | 10 juli 2019     |
| 32  | 9    | "Heroic"              | Daina Reid          | Lynn Renee Maxcy                | 17 juli 2019     |
| 33  | 10   | "Bear Witness"        | Daina Reid          | Jacey Heldrich                  | 24 juli 2019     |
| 34  | 11   | "Liars"               | Deniz Gamze Ergüven | Yahlin Chang                    | 31 juli 2019     |
| 35  | 12   | "Sacrifice"           | Deniz Gamze Ergüven | Lynn Renee Maxcy & Bruce Miller | 7 augustus 2019  |
| 36  | 13   | "Mayday"              | Mike Barker         | Lynn Renee Maxcy                | 14 augustus 2019 |

### Seizoen 4
| Nr. | Afl. | Titel aflevering | Regisseur       | Geschreven door           | Première Hulu |
| --- | ---- | ---------------- | --------------- | ------------------------- | ------------- |
| 37  | 1    | "Pigs"           | Colin Watkinson | Bruce Miller              | 27 april 2021 |
| 38  | 2    | "Nightshade"     | Colin Watkinson | Kira Snyder               | 27 april 2021 |
| 39  | 3    | "The Crossing"   | Elisabeth Moss  | Bruce Miller              | 27 april 2021 |
| 40  | 4    | "Milk"           | Christina Choe  | Jacey Heldrich            | 5 mei 2021    |
| 41  | 5    | "Chicago"        | Christina Choe  | John Herrera & Nina Fiore | 12 mei 2021   |
| 42  | 6    | "Vows"           | Richard Shepard | Dorothy Fortenberry       | 19 mei 2021   |
| 43  | 7    | "Home"           | Richard Shepard | Yahlin Chang              | 27 mei 2021   |
| 44  | 8    | "Testimony"      | Elisabeth Moss  | Kira Snyder               | 2 juni 2021   |
| 45  | 9    | "Progress"       | Elisabeth Moss  | Eric Tuchman & Aly Monroe | 9 juni 2021   |
| 46  | 10   | "The Wilderness" | Liz Garbus      | Bruce Miller              | 16 juni 2021  |

### Seizoen 5
| Nr. | Afl. | Titel aflevering | Regisseur        | Geschreven door           | Première Hulu     |
| --- | ---- | ---------------- | ---------------- | ------------------------- | ----------------- |
| 47  | 1    | "Morning"        | Elisabeth Moss   | Bruce Miller              | 14 september 2022 |
| 48  | 2    | "Ballet"         | Elisabeth Moss   | Nina Fiore & John Herrera | 14 september 2022 |
| 49  | 3    | "Maypole"        | Dana Gonzales    | Aly Monroe                | 21 september 2022 |
| 50  | 4    | "Dear Offred"    | Dana Gonzales    | Jacey Heldrich            | 28 september 2022 |
| 51  | 5    | "Fairytale"      | Eva Vives        | J. Holtham                | 5 oktober 2022    |
| 52  | 6    | "Together"       | Eva Vives        | Katherine Collins         | 12 oktober 2022   |
| 53  | 7    | "No Man's Land"  | Natalia Leite    | Rachel Shukert            | 19 oktober 2022   |
| 54  | 8    | "Motherland"     | Natalia Leite    | Yahlin Chang              | 26 oktober 2022   |
| 55  | 9    | "Allegiance"     | Bradley Whitford | Eric Tuchman              | 2 november 2022   |
| 56  | 10   | "Safe" (finale)  | Elisabeth Moss   | Bruce Miller              | 9 november 2022   |

### Seizoen 6
| Nr. | Afl. | Titel aflevering      | Regisseur      | Geschreven door              | Première Hulu |
| --- | ---- | --------------------- | -------------- | ---------------------------- | ------------- |
| 57  | 1    | "Train"               | Elisabeth Moss | Nika Castillo & Bruce Miller | 8 april 2025  |
| 58  | 2    | "Exile"               | Elisabeth Moss | J. Holtham                   | 8 april 2025  |
| 59  | 3    | "Devotion"            | David Lester   | Nina Fiore & John Herrera    | 8 april 2025  |
| 60  | 4    | "Promotion"           | Natalia Leite  | Jacey Heldrich               | 15 april 2025 |
| 61  | 5    | "Janine"              | Natalia Leite  | Ubah Mohamed                 | 22 april 2025 |
| 62  | 6    | "Surprise"            | Natalia Leite  | Aly Monroe                   | 29 april 2025 |
| 63  | 7    | "Shattered"           | Daina Reid     | Katherine Collins            | 5 mei 2025    |
| 64  | 8    | "Exodus"              | Daina Reid     | Yahlin Chang                 | 13 mei 2025   |
| 65  | 9    | "Execution"           | Elisabeth Moss | Eric Tuchman                 | 20 mei 2025   |
| 66  | 10   | "The Handmaid's Tale" | Elisabeth Moss | Bruce Miller                 | 27 mei 2025   |

## Ontvangst

### Recensies
| Seizoen | Seizoen | Recensies               | Recensies             |
| Seizoen | Seizoen | Rotten Tomatoes         | Metacritic            |
| ------- | ------- | ----------------------- | --------------------- |
|         | 1       | 8,67/10 (125 recensies) | 92/100 (41 recensies) |
|         | 2       | 8,36/10 (101 recensies) | 86/100 (28 recensies) |
|         | 3       | 6,92/10 (57 recensies)  | 68/100 (14 recensies) |
|         | 4       | 7,18/10 (25 recensies)  | 58/100 (13 recensies) |

#### Seizoen 1
Op Rotten Tomatoes geeft 94% van de 125 recensenten het eerste seizoen een positieve recensie, met een gemiddelde score van 8,67/10. Website Metacritic komt tot een score van 92/100, gebaseerd op 41 recensies, wat staat voor "Universal Acclaim" (Universele Toejuiching).
De Volkskrant gaf het eerste seizoen vijf sterren en noemde de vertolking van June door Elisabeth Moss "niet minder dan briljant".  Ook NRC was positief en schreef: "De kijker krijgt veel voor de kiezen: onrecht, mishandeling, verkrachting. Toch zijn er genoeg hoopgevende ontwikkelingen die zorgen dat je niet afhaakt. Ook al voelt het soms alsof The Handmaid’s Tale dichter bij de huidige tijd ligt dan je zou hopen."

#### Seizoen 2
Op Rotten Tomatoes geeft 89% van de 101 recensenten het tweede seizoen een positieve recensie, met een gemiddelde score van 8,36/10. Website Metacritic komt tot een score van 86/100, gebaseerd op 28 recensies, wat staat voor "Universal Acclaim" (Universele Toejuiching).
De Volkskrant gaf ook het tweede seizoen 5 sterren en noemde het tweede seizoen zeker zo goed als het eerste. Ook NRC gaf met 5 sterren een positieve recensie en schreef: "De ellende wordt gecompenseerd met het indrukwekkende vakmanschap dat van ieder aspect van deze productie afspat. Dat zit hem niet alleen in het geweldige acteerwerk van Moss en haar collega’s. Er zijn talloze indrukwekkende shots te zien die het eigenlijk verdienen om op pauze gezet te worden. Geen enkele serie is zo afgrijselijk en tegelijk zo wonderschoon."

#### Seizoen 3
Op Rotten Tomatoes geeft 81% van de 57 recensenten het derde seizoen een positieve recensie, met een gemiddelde score van 6,92/10. Website Metacritic komt tot een score van 68/100, gebaseerd op 14 recensies, wat staat voor "Generally favorable reviews" (over het algemeen gunstige recensies).
De Volkskrant gaf het derde seizoen 4 sterren en schreef: "We zijn misschien nog niet helemaal overtuigd van de spanningsboog van dit derde seizoen, maar zeker de rollen van commander-vrouw Serena en de naar Canada ontsnapte Emily beloven veel, al was het maar omdat beide actrices de rol van hun leven spelen. Maar Elisabeth Moss is, zoals altijd, weer hors catégorie." NRC gaf 3 sterren en schreef: "The Handmaid’s Tale blijft relevant in tijden van Trump en Baudet. Maar nu de serie over een vrouwenonderdrukkende dictatuur de roman van Margaret Atwood niet meer volgt, is de scherpte er wel vanaf."

#### Seizoen 4
Op Rotten Tomatoes geeft 68% van de 25 recensenten het vierde seizoen een positieve recensie, met een gemiddelde score van 7,18/10. Website Metacritic komt tot een score van 58/100, gebaseerd op 13 recensies, wat staat voor "mixed or average reviews" (Gemengde of gemiddelde recensies).

NRC gaf 3 uit 5 sterren, gebaseerd op de eerste drie afleveringen van het vierde seizoen. Recensent Thijs Schrik prees de "visuele flair" en het spel van hoofdrolspeelster Elisabeth Moss, maar hij was kritischer over het script en schreef: "Helaas worden er fouten van de vorige reeks herhaald. Het verhaal gaat na de tweede aflevering een overbekende kant op en dat zorgt vooral voor frustratie."

### Prijzen en nominaties
Een selectie:
| Jaar      | Prijs                           | Categorie                                                                  | Genomineerde        | Resultaat   |
| --------- | ------------------------------- | -------------------------------------------------------------------------- | ------------------- | ----------- |
| Seizoen 1 |                                 |                                                                            |                     |             |
| 2017      | Emmy Award (69ste editie)       | Beste dramaserie                                                           | The Handmaid's Tale | Gewonnen    |
| 2017      | Emmy Award (69ste editie)       | Beste vrouwelijke hoofdrol in een dramaserie                               | Elisabeth Moss      | Gewonnen    |
| 2017      | Emmy Award (69ste editie)       | Beste vrouwelijke bijrol in een dramaserie                                 | Ann Dowd            | Gewonnen    |
| 2017      | Emmy Award (69ste editie)       | Beste vrouwelijke bijrol in een dramaserie                                 | Samira Wiley        | Genomineerd |
| 2017      | Emmy Award (69ste editie)       | Beste regie van een dramaserie                                             | Reed Morano         | Gewonnen    |
| 2017      | Emmy Award (69ste editie)       | Beste regie van een dramaserie                                             | Kate Dennis         | Genomineerd |
| 2017      | Emmy Award (69ste editie)       | Beste script van een dramaserie                                            | Bruce Miller        | Gewonnen    |
| 2018      | Golden Globe (75ste editie)     | Beste dramaserie                                                           | The Handmaid's Tale | Gewonnen    |
| 2018      | Golden Globe (75ste editie)     | Beste actrice in een dramaserie                                            | Elisabeth Moss      | Gewonnen    |
| 2018      | Golden Globe (75ste editie)     | Beste vrouwelijke bijrol in een televisieserie, miniserie of televisiefilm | Ann Dowd            | Genomineerd |
| 2018      | Satellite Awards (22ste editie) | Beste dramaserie                                                           | The Handmaid's Tale | Genomineerd |
| 2018      | Satellite Awards (22ste editie) | Beste actrice in een genre/dramaserie                                      | Elisabeth Moss      | Gewonnen    |
| 2018      | Satellite Awards (22ste editie) | Beste actrice in een bijrol in een serie, miniserie of televisiefilm       | Ann Dowd            | Gewonnen    |
| Seizoen 2 |                                 |                                                                            |                     |             |
| 2018      | Emmy Award (70ste editie)       | Beste dramaserie                                                           | The Handmaid's Tale | Genomineerd |
| 2018      | Emmy Award (70ste editie)       | Beste vrouwelijke hoofdrol in een dramaserie                               | Elisabeth Moss      | Genomineerd |
| 2018      | Emmy Award (70ste editie)       | Beste mannelijke bijrol in een dramaserie                                  | Joseph Fiennes      | Genomineerd |
| 2018      | Emmy Award (70ste editie)       | Beste vrouwelijke bijrol in een dramaserie                                 | Alexis Bledel       | Genomineerd |
| 2018      | Emmy Award (70ste editie)       | Beste vrouwelijke bijrol in een dramaserie                                 | Ann Dowd            | Genomineerd |
| 2018      | Emmy Award (70ste editie)       | Beste vrouwelijke bijrol in een dramaserie                                 | Yvonne Strahovski   | Genomineerd |
| 2018      | Emmy Award (70ste editie)       | Beste regie van een dramaserie                                             | Kari Skogland       | Genomineerd |
| 2018      | Emmy Award (70ste editie)       | Beste script van een dramaserie                                            | Bruce Miller        | Genomineerd |
| 2019      | Golden Globe (76ste editie)     | Beste actrice in een dramaserie                                            | Elisabeth Moss      | Genomineerd |
| 2019      | Golden Globe (76ste editie)     | Beste vrouwelijke bijrol in een televisieserie, miniserie of televisiefilm | Yvonne Strahovski   | Genomineerd |
| 2019      | Satellite Awards (23ste editie) | Beste dramaserie                                                           | The Handmaid's Tale | Genomineerd |
| 2019      | Satellite Awards (23ste editie) | Beste actrice in een genre/dramaserie                                      | Elisabeth Moss      | Genomineerd |